# Rich Kids on LSD
Rich Kids on LSD (RKL) was een Amerikaanse hardcore punk-band afkomstig uit Montecito, Californië (een buitenwijk van Santa Barbara) en opgericht in 1982. De band werd met name geassocieerd met de nardcore-scene, een beweging en muziekgenre ontstaan in Zuid-Californië in de jaren 80. Gitarist Chris Rest was het enige constante lid van de band.

## Geschiedenis

### Vroege jaren
De leden van RKL kwamen bij elkaar op een vroege leeftijd. Chris Rest en Bomer "Bomber" Manzullo speelden al samen en vroegen Joey Cape om mee te spelen als tweede gitarist. Cape antwoordde hierop dat hij alleen mee zou spelen als Jason Sears de zanger zou worden. Rest kende Sears al van de basisschool en omdat ze samen jeugdvoetbal hadden gespeeld. Cape heeft uiteindelijk echter nooit bij de band gespeeld. Rich Kids on LSD begon met het spelen van shows en onderging een flink aantal verandering in de formatie. Uiteindelijk werd Allen "Alpo" Duncan de tweede gitarist en Vincent Peppars de bassist.

### Contract met Mystic Records
Alhoewel de band niet uit Oxnard, Californië kwam, werd deze wel beschouwd als een belangrijke band van de nardcore-scene in Oxnard vanwege hun nabijheid en muziekstijl. RKL nam de ep It's a Beautiful Feeling op en liet die in 1984 uitgeven door het platenlabel Mystic Records. RKL zou blijven spelen in Californië, met name in San Francisco, dat twaalf uur heen en terug rijden is. Naar aanleiding hiervan verhuisden de leden van de band naar deze stad, met uitzondering voor Alpo. Na ongeveer vijf maanden wilde Peppars terug naar Santa Barbara. Barry "D'live" Ward werd zijn vervanger. Gedurende deze tijd nam de band enkele nummers op voor compilatiealbums van Mystic Records. In 1985 nam de band uiteindelijk het debuutalbum Keep Laughing op dat hetzelfde jaar door Mystic Records werd uitgegeven. Ward heeft echter niet aan dit album meegewerkt.
Er waren problemen tussen Rich Kids on LSD en Mystic Records die ertoe leidden dat het contract met het label werd opgezegd. De deal die de band had getekend hield in dat de band een percentage van de omzet in merchandise zou worden betaald. Volgens Doug Moody, de eigenaar van het label, is het label haar verplichtingen nagekomen. De band zelf beweerd echter nooit geld gekregen te hebben.

### Rock 'n Roll Nightmare
Als gevolg van de steeds bitter wordende situatie tussen de band en Mystic Records en een onfortuinlijke tour in 1986 was RKL op zoek naar een nieuw label. Dit werd het onafhankelijke Alchemy Records, een klein platenlabel opgericht in 1985. Peppars verliet de band rond deze tijd en werkte niet mee aan het volgende studioalbum Rock 'n Roll Nightmare. Het album werd uitgegeven in 1987 en werd in 1993 heruitgegeven door Epitaph Records.
Na een lange zoektocht naar een goede basgitarist vond de band eindelijk Joe Raposo. Raposo werd de bassist voor RKL en ging met de band op een tour in Europa in 1988 die was bedoeld voor het supporten van het nieuwe album. Een livealbum werd opgenomen in West-Berlijn op 9 juli 1988. Het werd getiteld Greatest Hits - Double Live in Berlin en uitgebracht via het Amerikaanse label Destiny Records. Het was het eerste album van de band dat naast lp- en cassetteformaat ook in de vorm van een cd werd uitgegeven.
In 1989 stopte de band er voor de eerste keer mee. De gemoedstoestand was slecht en er waren problemen met Alchemy Records.

### Slang enReactivate
Bomer vormde een nieuwe band genaamd Slang na het opheffen van RKL. Bij deze nieuwe band gingen uiteindelijk ook zijn collega's uit RKL spelen, met uitzondering van Jason Sears. De stijl van deze band was heel anders dan dat van de vorige: de stijl van Slang neigde duidelijk meer naar een fusie van rock- en funkmuziek, terwijl Rich Kids on LSD hardcore punk speelde. Slang bestond uit zanger Bomer, drummer Dave Raun, basgitarist Joe Raposo, en gitaristen Chris Rust en Joel Monte Mahan. Slang tekende in 1992 een contract bij het grotere label Epitaph Records en liet al snel een album uitgeven. Uiteindelijk werd Mahan vervangen door Ward. Vlak voor de uitgave van het album werd besloten door Bomer en Brett Gurewitz (de eigenaar van het label) dat het onder de naam Rich Kids on LSD zou worden uitgegeven, om te profiteren van de naam en de al aanwezige fans. De band, die nu RKL heette, ging vóór de release van het album naar Europa om daar te toeren. De fans in Europa waren niet op de hoogte van de flinke veranderingen in de muziekstijl van RKL en de band kreeg slechte reacties, waardoor Bomer met de tour wilde stoppen. Tijdens de tour stierf Will Knutilla, een oude vriend en bandroadie,  in Zürich aan een overdosis drugs. Bomer stopte met de tour in Italië, waarna Sears snel werd overgevlogen naar Barcelona om de tour te voltooien met oude nummers van RKL.

### Riches to Ragsen laatste jaren
RKL ging verder zonder oorspronkelijk lid Bomer. De band nam een nieuw album op in 1994 met volledig nieuw materiaal. Het album Riches te Rags zou hierna worden uitgebracht in begin 1995. Voor misschien wel de eerste keer in de bestaansgeschiedenis van Rich Kids on LSD kreeg de band eindelijk geld en de steun van een groot platenlabel, in dit geval Epitaph Records. De band had in 1994 een nummer op het eerste compilatiealbum uit de Punk-O-Rama-serie van Epitaph Records getiteld Punk-O-Rama en maakte een videoclip voor nummer "Betrayed" dat werd geregisseerd door Isaac Camner. RKL toerde over de hele wereld om het nieuwe album te supporten, met name in Europa en Japan. De spanningen binnen de band liepen echter op en leidden ertoe dat de band voor de tweede keer uit elkaar viel.

### Terugkeer
In 1999 kwamen de bandleden voor korte tijd samen om op de begrafenis van een gemeenschappelijke vriend te spelen. In 2000 werd RKL uitgenodigd om te spelen bij de opening van een nieuw skatepark in Santa Barbara. De oorspronkelijke leden Jason Sears en Chris Rest speelden samen met drie gemeenschappelijk vrienden (waaronder drummer Derrick Plourde) als RKL bij de opening, waar geschat 2000 mensen bij waren. Samen met Plourde vonden ze uiteindelijk gitarist Chris Flippin, waarna basgitarist Bomer uiteindelijk weer bij RKL terugkwam. In deze formatie speelde de band sporadische optredens in de omgeving rond de westkust. In 2002 verliet Bomer de band opnieuw waarna hij werd vervangen door Raposo. In hetzelfde jaar werd Derrick Plourde vervangen door Boz Rivera. Het was rond deze tijd dat Rich Kids on LSD begon met het schrijven en opnemen van nieuwe nummers, waarvan enkele verschenen de heruitgave van het livealbum Greatest Hits - Double Live in Berlin van Destiny Records uit 2011. RKL werd voor de laatste keer opgeheven toen Sears in 2006 overleed aan longtrombose.

## Discografie

### Albums
- Keep Laughing (Mystic Records, 1985)
- Rock 'n Roll Nightmare (Alchemy Records, 1987; Epitaph Records, 1993)
- Double Live in Berlin (Destiny Records, 1989)
- Revenge is a Beautiful Feeling (Destiny Records, 1989)
- Reactivate (Epitaph Records, 1993)
- Riches to Rags (Epitaph Records, 1994)
- Live in a Dive (Fat Wreck Chords, 2022)